# Білоусов Олексій Федорович
Білоу́сов Олексі́й Фе́дорович (* 23 (11) березня 1868 — 1929 м. Париж) — лікар-педіатр, доктор медицини[джерело?], міністр народного здоров'я УНР (1919).

## Життєпис
Народився Олексій Федорович у сім'ї міщанина. Виховувався у Сумській Олександрівській гімназії. У 1889–1894 роках навчався на медичному факультеті Харківського університету. Після закінчення навчального закладу склав іспит на повітового лікаря.

## Робота
1895–1897 — лікар-асистент Московської міської дитячої лікарні святого Володимира. Після цього переїхав до Сум і там з 1897 по 1900 рік був завідувачем дитячої лікарні святої Зінаїди. З 1902 року Олексій Федорович — позаштатний чиновник медичного департаменту МВС. З метою наукового удосконалення був відряджений до Санкт-Петербузької військово-медичної академії на кафедру дитячих хвороб професора М. П. Гундобіна.
Захистив докторську дисертацію «К биологии и методике выделения так называемых „ацидофильных“ бактерий из кишечника грудных детей», над якою працював у бактеріологічній лабораторії професора В. К. Варліха.
Працював у Подольській та Бесарабській губерніях, лікарським інспектором Смоленської губернії. Завідував відділом допомоги емігрантам з України. У 1922 році був одним із організаторів Товариства українських лікарів у Чехословаччині (м. Прага). З 1924 по 1927 рік Олексій Федорович працював у Закарпатті.

## Наукові праці
Білоусов Олексій Федорович автор наукових праць з питань педіатрії: лікування стовбняка сироваткою, лікування вовчанки, екзема у дітей, спадкова ідіосинкразія до ртутних препаратів, скарлатина у дітей. Зробив опис Сумської дитячої лікарні святої Зінаїди.